# Llista de rellotges de sol de l'Anoia
Llista de rellotges de sol instal·lats de forma permanent en espais públics de la comarca de l'Anoia.

## Argençola
| Nom                               | Descripció            | Localització                           | Coordenades | Fitxa | Imatge                  |
| --------------------------------- | --------------------- | -------------------------------------- | ----------- | ----- | ----------------------- |
| Cal Biosca                        | Dos rellotges bessons | Argençola Clariana                     |             | fitxa | Carregueu una nova foto |
| Masia a la carretera de Castellet |                       | Argençola Ctra. de Castellet. Clariana |             | fitxa | Carregueu una nova foto |

## El Bruc
| Nom                                        | Descripció                                 | Localització                                   | Coordenades                                          | Fitxa | Imatge                                                           |
| ------------------------------------------ | ------------------------------------------ | ---------------------------------------------- | ---------------------------------------------------- | ----- | ---------------------------------------------------------------- |
| Carrer Lluís Companys i camí de Can Farrés | Inscripció: Nihil sine sole                | El Bruc C. Lluís Companys - camí de Can Farrés |                                                      | fitxa | Carregueu una nova foto                                          |
| Església parroquial de Santa Maria         |                                            | El Bruc                                        | 41° 34′ 33″ N, 1° 47′ 09″ E / 41.575883°N,1.785867°E | fitxa | Carregueu una nova foto                                          |
| Cal Cordero                                | Dos rellotges bessons                      | El Bruc C. Bruc del Mig, 11                    | 41° 34′ 44″ N, 1° 46′ 49″ E / 41.578967°N,1.780383°E | fitxa | Carregueu una nova foto                                          |
| Urbanització Montserrat Parc               | Rajoles de ceràmica                        | El Bruc                                        |                                                      | fitxa | Carregueu una nova foto                                          |
| Urbanització Montserrat Parc               | Vidre i ferro                              | El Bruc                                        |                                                      | fitxa | Carregueu una nova foto                                          |
| Urbanització Montserrat Parc               | Fusta i alumini                            | El Bruc                                        |                                                      | fitxa | Carregueu una nova foto                                          |
| Ca n'Elies                                 |                                            | El Bruc Sant Pau de la Guàrdia                 | 41° 36′ 43″ N, 1° 44′ 52″ E / 41.611867°N,1.747817°E | fitxa | Carregueu una nova foto                                          |
| Can Vallès                                 | Inscripció: Sol solet vinem a veure / 1982 | El Bruc                                        | 41° 34′ 30″ N, 1° 47′ 21″ E / 41.57488°N,1.78923°E   |       | Ca n'Elies (el Bruc) · Vegeu més fotos · Carregueu una nova foto |

## Cabrera d'Anoia
| Nom        | Descripció            | Localització                          | Coordenades                                          | Fitxa | Imatge                                                                   |
| ---------- | --------------------- | ------------------------------------- | ---------------------------------------------------- | ----- | ------------------------------------------------------------------------ |
| Can Feixes | Inscripció: Ave Maria | Cabrera d'Anoia Camí des de Canaletes | 41° 29′ 18″ N, 1° 41′ 27″ E / 41.488283°N,1.690900°E | fitxa | Can Feixes (Cabrera d'Anoia) · Vegeu més fotos · Carregueu una nova foto |

## Calaf
| Nom           | Descripció | Localització      | Coordenades | Fitxa | Imatge                                          |
| ------------- | ---------- | ----------------- | ----------- | ----- | ----------------------------------------------- |
| Plaça Gran, 9 |            | Calaf Pl. Gran, 9 |             | fitxa | Plaça Gran, 9 (Calaf) · Carregueu una nova foto |

## Calonge de Segarra
| Nom                                  | Descripció         | Localització       | Coordenades                                          | Fitxa | Imatge                                                                            |
| ------------------------------------ | ------------------ | ------------------ | ---------------------------------------------------- | ----- | --------------------------------------------------------------------------------- |
| Granja La Morera                     | Forma de papallona | Calonge de Segarra | 41° 45′ 44″ N, 1° 28′ 39″ E / 41.762272°N,1.477544°E | fitxa | Granja La Morera (Calonge de Segarra) · Vegeu més fotos · Carregueu una nova foto |
| Masia Cal Ros, casa de turisme rural |                    | Calonge de Segarra | 41° 45′ 42″ N, 1° 29′ 21″ E / 41.761751°N,1.489261°E | fitxa | Masia Cal Ros (Calonge de Segarra) · Vegeu més fotos · Carregueu una nova foto    |

## Capellades
| Nom                               | Descripció                                                | Localització                      | Coordenades                                          | Fitxa | Imatge                                           |
| --------------------------------- | --------------------------------------------------------- | --------------------------------- | ---------------------------------------------------- | ----- | ------------------------------------------------ |
| Ca n'Alós, antic Hostal Can Carol | Inscripció: Cada dia si Deu vol jo descric el pas del sol | Capellades C. Font de la Reina, 5 | 41° 31′ 59″ N, 1° 41′ 22″ E / 41.533117°N,1.689567°E | fitxa | Ca n'Alós (Capellades) · Carregueu una nova foto |

## Carme
| Nom                                  | Descripció                                    | Localització            | Coordenades                                          | Fitxa | Imatge                  |
| ------------------------------------ | --------------------------------------------- | ----------------------- | ---------------------------------------------------- | ----- | ----------------------- |
| Rectoria de l'església de Sant Martí |                                               | Carme Pl. de l'Església | 41° 31′ 52″ N, 1° 37′ 15″ E / 41.531167°N,1.620917°E | fitxa | Carregueu una nova foto |
| Santuari de Collbàs                  | Inscripció: Tu amb fe i jo amb sol valem molt | Carme                   | 41° 32′ 39″ N, 1° 36′ 30″ E / 41.544250°N,1.608400°E | fitxa | Carregueu una nova foto |

## Castellolí
| Nom         | Descripció | Localització                  | Coordenades                                          | Fitxa | Imatge                  |
| ----------- | ---------- | ----------------------------- | ---------------------------------------------------- | ----- | ----------------------- |
| Cal Jordi   |            | Castellolí Av. de la Unió, 53 | 41° 35′ 56″ N, 1° 42′ 06″ E / 41.598783°N,1.701550°E | fitxa | Carregueu una nova foto |
| Can Soteres |            | Castellolí                    |                                                      | fitxa | Carregueu una nova foto |

## Copons
| Nom       | Descripció | Localització          | Coordenades                                          | Fitxa | Imatge                                                         |
| --------- | ---------- | --------------------- | ---------------------------------------------------- | ----- | -------------------------------------------------------------- |
| Cal Poldo |            | Copons Pl. Ramón Godó | 41° 38′ 14″ N, 1° 31′ 04″ E / 41.637184°N,1.517715°E |       | Cal Poldo (Copons) · Vegeu més fotos · Carregueu una nova foto |

## Els Hostalets de Pierola
| Nom                            | Descripció       | Localització                                | Coordenades                                          | Fitxa | Imatge                                                                             |
| ------------------------------ | ---------------- | ------------------------------------------- | ---------------------------------------------------- | ----- | ---------------------------------------------------------------------------------- |
| Carrer Església, 84-86         | Horitzontal      | Els Hostalets de Pierola C. Església, 84-86 |                                                      | fitxa | Carregueu una nova foto                                                            |
| Carrer Església, 85            |                  | Els Hostalets de Pierola C. Església, 85    | 41° 32′ 15″ N, 1° 45′ 59″ E / 41.537483°N,1.766450°E | fitxa | Carregueu una nova foto                                                            |
| Masoveria de Can Pasqual       |                  | Els Hostalets de Pierola                    | 41° 34′ 27″ N, 1° 47′ 14″ E / 41.574100°N,1.787233°E | fitxa | Carregueu una nova foto                                                            |
| Can Solanes                    |                  | Els Hostalets de Pierola C. Major, 50       | 41° 32′ 07″ N, 1° 46′ 17″ E / 41.535283°N,1.771333°E | fitxa | Can Solanes (els Hostalets de Pierola) · Carregueu una nova foto                   |
| Escola Renaixença              |                  | Els Hostalets de Pierola C. Església, 80    | 41° 32′ 19″ N, 1° 45′ 56″ E / 41.538517°N,1.765683°E | fitxa | Carregueu una nova foto                                                            |
| Ronda Ponent, 25               |                  | Els Hostalets de Pierola Rda. Ponent, 25    | 41° 32′ 14″ N, 1° 46′ 12″ E / 41.537117°N,1.769883°E | fitxa | Carregueu una nova foto                                                            |
| Can Gras de Baix               |                  | Els Hostalets de Pierola                    | 41° 31′ 31″ N, 1° 49′ 13″ E / 41.525183°N,1.820250°E | fitxa | Carregueu una nova foto                                                            |
| Can Pasqual                    | Inscripció: 1859 | Els Hostalets de Pierola                    | 41° 34′ 27″ N, 1° 47′ 14″ E / 41.57411°N,1.78721°E   | fitxa | Can Pasqual (els Hostalets de Pierola) · Vegeu més fotos · Carregueu una nova foto |
| Mas Enpolià                    |                  | Els Hostalets de Pierola                    | 41° 33′ 04″ N, 1° 45′ 36″ E / 41.551017°N,1.760133°E | fitxa | Carregueu una nova foto                                                            |
| Ermita de Sant Pere de Pierola |                  | Els Hostalets de Pierola Pierola            | 41° 33′ 09″ N, 1° 46′ 56″ E / 41.552633°N,1.782200°E | fitxa | Carregueu una nova foto                                                            |

## Igualada
| Nom                     | Descripció                                                               | Localització                             | Coordenades                                          | Fitxa | Imatge                  |
| ----------------------- | ------------------------------------------------------------------------ | ---------------------------------------- | ---------------------------------------------------- | ----- | ----------------------- |
| Fundació Escola Mowgli  | Inscripció: Tempore fortunauti                                           | Igualada Pg. Verdaguer, 134              |                                                      | fitxa | Carregueu una nova foto |
| Carrer de l'Ermita, 2   | Inscripció: Pelegrí, tot fent camí, que el sol ens il·lumini a tu i a mi | Igualada C. de l'Ermita, 2               | 41° 35′ 14″ N, 1° 35′ 13″ E / 41.587150°N,1.587017°E | fitxa | Carregueu una nova foto |
| Can Roca de la Pedrissa |                                                                          | Igualada Av. d'Europa, 28, pati interior | 41° 35′ 47″ N, 1° 37′ 57″ E / 41.596417°N,1.632600°E | fitxa | Carregueu una nova foto |

## Jorba
| Nom              | Descripció | Localització                                 | Coordenades                                          | Fitxa | Imatge                  |
| ---------------- | ---------- | -------------------------------------------- | ---------------------------------------------------- | ----- | ----------------------- |
| Cal Mata         |            | Jorba C. Major, 22                           | 41° 36′ 07″ N, 1° 32′ 52″ E / 41.601833°N,1.547667°E | fitxa | Carregueu una nova foto |
| Can Blasi        |            | Jorba Camí de Sant Genís                     | 41° 35′ 29″ N, 1° 34′ 58″ E / 41.591333°N,1.582667°E | fitxa | Carregueu una nova foto |
| Can Comajovera   |            | Jorba Camí de Rubió                          | 41° 36′ 51″ N, 1° 31′ 55″ E / 41.614117°N,1.531983°E | fitxa | Carregueu una nova foto |
| Hostal del Ganxo |            | Jorba                                        | 41° 36′ 28″ N, 1° 31′ 56″ E / 41.607800°N,1.532283°E | fitxa | Carregueu una nova foto |
| Can Cansalada    |            | Jorba Ctra. C-241c km 0,9. Sant Genís        | 41° 35′ 22″ N, 1° 33′ 27″ E / 41.589400°N,1.557367°E | fitxa | Carregueu una nova foto |
| Cal Llorenç      |            | Jorba Ctra. N-II km 549. Sant Genís          | 41° 35′ 45″ N, 1° 34′ 04″ E / 41.595700°N,1.567783°E | fitxa | Carregueu una nova foto |
| Els Nocs         |            | Jorba Ctra. C-241c km 0,9. Sant Genís        | 41° 35′ 15″ N, 1° 34′ 17″ E / 41.587367°N,1.571300°E | fitxa | Carregueu una nova foto |
| Molí Blanc Hotel |            | Jorba Av. de l'Ermita de la Sala. Sant Genís | 41° 35′ 09″ N, 1° 34′ 35″ E / 41.58575°N,1.576322°E  | fitxa | Carregueu una nova foto |

## La Llacuna
| Nom          | Descripció                                 | Localització              | Coordenades                                          | Fitxa | Imatge                  |
| ------------ | ------------------------------------------ | ------------------------- | ---------------------------------------------------- | ----- | ----------------------- |
| Cal Barrina  | Inscripció: Viu amb goig el temps no torna | La Llacuna C. de les Eres | 41° 28′ 18″ N, 1° 31′ 58″ E / 41.471683°N,1.532700°E | fitxa | Carregueu una nova foto |
| Cal Ferragat |                                            | La Llacuna C. de les Eres | 41° 28′ 20″ N, 1° 31′ 55″ E / 41.472133°N,1.532067°E | fitxa | Carregueu una nova foto |
| Cal Grapissó | Inscripció: Cal Grapissó / 2005            | La Llacuna Les Vilates    | 41° 29′ 14″ N, 1° 32′ 45″ E / 41.487250°N,1.545883°E | fitxa | Carregueu una nova foto |

## Masquefa
| Nom                                   | Descripció                                                                                                | Localització                                          | Coordenades                                          | Fitxa | Imatge                                                                            |
| ------------------------------------- | --- | ----------------------------------------------------- | ---------------------------------------------------- | ----- | --------------------------------------------------------------------------------- |
| Restaurant Can Parellada              | Inscripció: Les hores clares del dia marco acompassadament depressa les d'alegria i les tristes lentament | Masquefa Av. de Can Parellada, 17-21                  | 41° 30′ 17″ N, 1° 49′ 46″ E / 41.504732°N,1.829361°E | fitxa | Carregueu una nova foto                                                           |
| Can Torres                            | Dos rellotges complementaris                                                                              | Masquefa A l'est de la urbanització Can Valls         | 41° 29′ 39″ N, 1° 48′ 48″ E / 41.494162°N,1.813221°E | fitxa | Carregueu una nova foto                                                           |
| Restaurant Cal Quim                   | | Masquefa C. Can Bonastre dels Torrents, Urb. El Maset |                                                      | fitxa | Carregueu una nova foto                                                           |
| Sant Pere i la Santa Creu de Masquefa | Rellotges canònics                                                                                        | Masquefa C. Sant Pere, 7                              | 41° 30′ 32″ N, 1° 48′ 31″ E / 41.509024°N,1.808722°E |       | Sant Pere i la Santa Creu de Masquefa · Vegeu més fotos · Carregueu una nova foto |

## Òdena
| Nom                    | Descripció                                                                | Localització                            | Coordenades                                          | Fitxa | Imatge                                                                    |
| ---------------------- | ------------------------------------------------------------------------- | --------------------------------------- | ---------------------------------------------------- | ----- | ------------------------------------------------------------------------- |
| Can Macià              | Inscripció: Sin el sol no me mires que así lo mandó mi dueño Fermín Vives | Òdena Ctra. d'Igualada a Òdena          | 41° 35′ 55″ N, 1° 39′ 22″ E / 41.598747°N,1.65605°E  | fitxa | Carregueu una nova foto                                                   |
| Can Meringallo         |                                                                           | Òdena Ctra. de l'Aeròdrom d'Igualada    |                                                      | fitxa | Carregueu una nova foto                                                   |
| Can Subirana           |                                                                           | Òdena                                   |                                                      | fitxa | Carregueu una nova foto                                                   |
| Masia de Sant Bernabé  | Inscripció: Ni tu ni jo tindríem corda, si no fos Déu que se'n recorda    | Òdena Can Ferran, raval de l'Aguilera   | 41° 36′ 54″ N, 1° 39′ 47″ E / 41.614901°N,1.663065°E | fitxa | Masia de Sant Bernabé (Òdena) · Vegeu més fotos · Carregueu una nova foto |
| Cal Lluís de Ca l'Ajut |                                                                           | Òdena                                   | 41° 35′ 51″ N, 1° 35′ 13″ E / 41.597433°N,1.587016°E | fitxa | Carregueu una nova foto                                                   |
| Cal Masachs            | Inscripció: El temps ha passat per l'era de Cal Masachs                   | Òdena Raval d'Aguilera                  | 41° 36′ 38″ N, 1° 39′ 35″ E / 41.610434°N,1.659810°E | fitxa | Carregueu una nova foto                                                   |
| Cal Morera, Mas Sabata |                                                                           | Òdena Ctra. de les Malloles             | 41° 37′ 15″ N, 1° 37′ 12″ E / 41.620806°N,1.619876°E | fitxa | Carregueu una nova foto                                                   |
| Can Déu Ajut           | Inscripció: Can Déu Ajut / 1984                                           | Òdena L'Espelt                          |                                                      | fitxa | Carregueu una nova foto                                                   |
| Cal Garrell            | Inscripció: JM / 15.5.1943                                                | Òdena Ctra. BV-1031 km 17,500. L'Espelt | 41° 36′ 17″ N, 1° 37′ 07″ E / 41.604617°N,1.618717°E | fitxa | Carregueu una nova foto                                                   |

## Piera
| Nom                                              | Descripció | Localització                                           | Coordenades                                            | Fitxa | Imatge                                                        |
| ------------------------------------------------ | --- | ------------------------------------------------------ | ------------------------------------------------------ | ----- | ------------------------------------------------------------- |
| Carrer Josep Vidal Munné                         | | Piera                                                  |                                                        | fitxa | Carregueu una nova foto                                       |
| Carrer Salvador Claramunt, 7                     | Inscripció: Any 1982 / De rellotge de sol no en te qui vol                                                        | Piera C. Salvador Claramunt, 7                         |                                                        | fitxa | Carregueu una nova foto                                       |
| Ca n'Aguilera                                    | | Piera Pl. de l'Església, barri Ca n'Aguilera           |                                                        | fitxa | Carregueu una nova foto                                       |
| Can Sacristà                                     | Forma de papallona                                                                                                | Piera                                                  |                                                        | fitxa | Carregueu una nova foto                                       |
| Hostal de Can Bonastre                           | Inscripció: Hora bona tindreu si en aquest hostal entreu                                                          | Piera Ctra. B-224 de Capellades a Martorell, km 12,900 | 41° 30′ 20″ N, 1° 46′ 44″ E / 41.505633°N,1.778750°E   | fitxa | Carregueu una nova foto                                       |
| Avinguda Montserrat, 57 - pati de la torre       | Inscripció: Gaudeix de les hores bones, i les altres passa-les volant                                             | Piera Av. Montserrat, 57                               | 41° 31′ 39″ N, 1° 45′ 08″ E / 41.527587°N,1.7521544°E  | fitxa | Carregueu una nova foto                                       |
| Avinguda Montserrat, 57 - façana lateral         | Inscripció: Hores felices, hores curtes, i les altres passa-les dormint                                           | Piera Av. Montserrat, 57                               | 41° 31′ 39″ N, 1° 45′ 08″ E / 41.527587°N,1.7521544°E  | fitxa | Carregueu una nova foto                                       |
| Carrer Víctor Rius, 5                            | | Piera C. Víctor Rius, 5                                | 41° 31′ 11″ N, 1° 44′ 50″ E / 41.5196858°N,1.7471797°E | fitxa | Carregueu una nova foto                                       |
| Carrer Sant Bonifaci cantonada plaça de la Creu  | Inscripció: B.P.J. 1951                                                                                           | Piera C. Sant Bonifaci - pl. de la Creu                | 41° 31′ 14″ N, 1° 44′ 51″ E / 41.5204616°N,1.7474272°E | fitxa | Carregueu una nova foto                                       |
| Carrer Mossèn Jaume Guixà, 15                    | Inscripció: Hora bona us podré dar si es matí i el cel es clar                                                    | Piera C. Mossèn Jaume Guixà, 15                        | 41° 31′ 10″ N, 1° 44′ 55″ E / 41.519567°N,1.748567°E   | fitxa | Carregueu una nova foto                                       |
| Cal Pepus de la Llorença                         | Inscripció: Si encara som al matí no cerquis l'hora aquí                                                          | Piera Pg. del Prat, 33-35                              | 41° 31′ 15″ N, 1° 44′ 49″ E / 41.5207644°N,1.7470786°E | fitxa | Carregueu una nova foto                                       |
| Cal Pepus de la Llorença - carrer Folch i Torres | Inscripció: Que les hores que et marqui de ta vida ¡oh vianant! siguin de joia com rialla eixerida de bell infant | Piera C. Folch i Torres - pg. del Prat 33-35           | 41° 31′ 15″ N, 1° 44′ 49″ E / 41.5207644°N,1.7470786°E | fitxa | Carregueu una nova foto                                       |
| Ca l'Isidret                                     | | Piera C. Josep Vidal Munné, 13                         | 41° 31′ 11″ N, 1° 44′ 42″ E / 41.519600°N,1.744900°E   | fitxa | Carregueu una nova foto                                       |
| Can Jana                                         | | Piera C. Josep Vidal Munné, 3-5                        | 41° 31′ 11″ N, 1° 44′ 38″ E / 41.519717°N,1.743967°E   | fitxa | Carregueu una nova foto                                       |
| Can Rovira                                       | Inscripció: 1955                                                                                                  | Piera C. de l'Estació, 1                               | 41° 31′ 35″ N, 1° 45′ 14″ E / 41.526258°N,1.7538658°E  | fitxa | Carregueu una nova foto                                       |
| Can Jorba                                        | Inscripció: 1805 1945 / Masia Jorba                                                                               | Piera Ctra. als Hostalets de Pierola                   | 41° 32′ 03″ N, 1° 45′ 52″ E / 41.534109°N,1.7644033°E  | fitxa | Carregueu una nova foto                                       |
| Passeig del Prat, 19-21                          | Inscripció: Hores de sol hores de vida, feu-les fecundes, com la terra humida                                     | Piera Pg. del Prat, 19-21                              | 41° 31′ 19″ N, 1° 44′ 46″ E / 41.5218416°N,1.745973°E  | fitxa | Carregueu una nova foto                                       |
| Carrer de Sant Bonifaci, 40                      | Inscripció: Jo sense sol i tu sense bona fe no valem res                                                          | Piera C. Sant Bonifaci, 40                             | 41° 31′ 13″ N, 1° 44′ 50″ E / 41.5202775°N,1.7472483°E | fitxa | Carrer de Sant Bonifaci, 40 (Piera) · Carregueu una nova foto |
| Carrer Figuerot, 2                               | Inscripció: L'ombra et diu a quina hora ets, però no et diu quantes te'n queden!                                  | Piera C. Figuerot, 2. El Bedorc                        | 41° 29′ 54″ N, 1° 43′ 17″ E / 41.498345°N,1.721302°E   | fitxa | Carregueu una nova foto                                       |
| Ca n'Oliver                                      | | Piera C. Major 6, el Bedorc                            |                                                        | fitxa | Carregueu una nova foto                                       |
| Ca la Pentinadora                                | Inscripció: Veritas est via mea                                                                                   | Piera C. del Sol, 13, barri dels Gats                  | 41° 30′ 59″ N, 1° 44′ 32″ E / 41.516483°N,1.742217°E   | fitxa | Carregueu una nova foto                                       |
| Cal Pintor                                       | Inscripció: El sol em dona les hores que jo et dono a tu                                                          | Piera C. del Sol, 27, barri dels Gats                  | 41° 31′ 00″ N, 1° 44′ 33″ E / 41.516750°N,1.742400°E   | fitxa | Carregueu una nova foto                                       |
| Can Ricard Bel                                   | Dos rellotges complementaris                                                                                      | Piera C. del Portell, 46                               | 41° 28′ 04″ N, 1° 47′ 31″ E / 41.467850°N,1.792050°E   | fitxa | Carregueu una nova foto                                       |
| Carrer Nou, 37                                   | | Piera C. Nou, 37, Sant Jaume Sesoliveres               |                                                        | fitxa | Carregueu una nova foto                                       |
| Can Guilera Montserrat                           | | Piera Pl. del Padró 5-7, Sant Jaume Sesoliveres        |                                                        | fitxa | Carregueu una nova foto                                       |

## La Pobla de Claramunt
| Nom                         | Descripció                                                    | Localització                                    | Coordenades                                          | Fitxa | Imatge                  |
| --------------------------- | ------------------------------------------------------------- | ----------------------------------------------- | ---------------------------------------------------- | ----- | ----------------------- |
| Ca n'Isidret de Rigat       |                                                               | La Pobla de Claramunt Ctra. C-244, km 2,500     | 41° 33′ 54″ N, 1° 39′ 41″ E / 41.564950°N,1.661400°E | fitxa | Carregueu una nova foto |
| Col·legi Públic Maria Borés | Inscripció: Quan el sol riu d'alegria jo dic les hors del dia | La Pobla de Claramunt C. de Francesc Salvà, 1   | 41° 33′ 06″ N, 1° 40′ 49″ E / 41.551800°N,1.680183°E | fitxa | Carregueu una nova foto |
| Mas dels Vivencs            |                                                               | La Pobla de Claramunt                           |                                                      | fitxa | Carregueu una nova foto |
| Avinguda Pompeu Fabra       | Inscripció: Nihil sine sole                                   | La Pobla de Claramunt Av. Pompeu Fabra, Ribalta | 41° 33′ 08″ N, 1° 40′ 32″ E / 41.552350°N,1.675550°E | fitxa | Carregueu una nova foto |

## Pujalt
| Nom                             | Descripció | Localització                         | Coordenades                                          | Fitxa | Imatge                                                             |
| ------------------------------- | ---------- | ------------------------------------ | ---------------------------------------------------- | ----- | ------------------------------------------------------------------ |
| Plaça del Pare Urbano Izquierdo |            | Pujalt Pl. del Pare Urbano Izquierdo | 41° 43′ 00″ N, 1° 25′ 15″ E / 41.716688°N,1.420726°E | fitxa | Plaça del Pare Urbano Izquierdo (Pujalt) · Carregueu una nova foto |
| Rectoria, l'Era de l'Andreu     |            | Pujalt La Guàrdia Pilosa             | 41° 42′ 25″ N, 1° 28′ 17″ E / 41.707010°N,1.471458°E | fitxa | Rectoria (Pujalt) · Carregueu una nova foto                        |

## Rubió
| Nom                                          | Descripció | Localització | Coordenades                                           | Fitxa | Imatge                                                                                          |
| -------------------------------------------- | ---------- | ------------ | ----------------------------------------------------- | ----- | ----------------------------------------------------------------------------------------------- |
| Església de Santa Maria - en junta de carreu |            | Rubió        | 41° 38′ 40″ N, 1° 34′ 12″ E / 41.644333°N,1.5698888°E | fitxa | Església de Santa Maria, en junta de carreu (Rubió) · Vegeu més fotos · Carregueu una nova foto |
| Església de Santa Maria - vertical sud       |            | Rubió        | 41° 38′ 40″ N, 1° 34′ 12″ E / 41.644333°N,1.5698888°E | fitxa | Església de Santa Maria, vertical sud (Rubió) · Vegeu més fotos · Carregueu una nova foto       |

## Sant Martí de Tous
| Nom           | Descripció                        | Localització                              | Coordenades                                          | Fitxa | Imatge                  |
| ------------- | --------------------------------- | ----------------------------------------- | ---------------------------------------------------- | ----- | ----------------------- |
| La Barraqueta | Inscripció: 20016 / La Barraqueta | Sant Martí de Tous Ctra. C-241-C km 5,600 | 41° 34′ 13″ N, 1° 31′ 45″ E / 41.570233°N,1.529083°E | fitxa | Carregueu una nova foto |

## Sant Martí Sesgueioles
| Nom               | Descripció                                   | Localització                                   | Coordenades                                          | Fitxa | Imatge                                                                              |
| ----------------- | -------------------------------------------- | ---------------------------------------------- | ---------------------------------------------------- | ----- | ----------------------------------------------------------------------------------- |
| Capella del Roser |                                              | Sant Martí Sesgueioles C. del Portal           | 41° 42′ 10″ N, 1° 29′ 22″ E / 41.702877°N,1.489312°E | fitxa | Capella del Roser (Sant Martí Sesgueioles) · Carregueu una nova foto                |
| Cal Tercerilla    | Inscripció: El Sol ens dóna la vida i l'hora | Sant Martí Sesgueioles Pallissa del Tercerilla | 41° 42′ 15″ N, 1° 29′ 41″ E / 41.704303°N,1.494785°E | fitxa | Cal Tercerilla (Sant Martí Sesgueioles) · Vegeu més fotos · Carregueu una nova foto |

## Sant Pere Sallavinera
| Nom       | Descripció                             | Localització                       | Coordenades                                          | Fitxa | Imatge                                                                        |
| --------- | -------------------------------------- | ---------------------------------- | ---------------------------------------------------- | ----- | ----------------------------------------------------------------------------- |
| Casa Bepa | Inscripció: 1981 / Casa Bepa Llavinera | Sant Pere Sallavinera La Llavinera | 41° 44′ 08″ N, 1° 33′ 20″ E / 41.735549°N,1.555442°E | fitxa | Casa Bepa (Sant Pere Sallavinera) · Vegeu més fotos · Carregueu una nova foto |

## Santa Margarida de Montbui
| Nom               | Descripció | Localització                                              | Coordenades                                          | Fitxa | Imatge                  |
| ----------------- | ---------- | --------------------------------------------------------- | ---------------------------------------------------- | ----- | ----------------------- |
| Cal Mateu del Pas |            | Santa Margarida de Montbui Ctra. C-241c km 1,200, el Saió | 41° 35′ 02″ N, 1° 34′ 23″ E / 41.583933°N,1.573000°E | fitxa | Carregueu una nova foto |

## La Torre de Claramunt
| Nom                     | Descripció | Localització                                                                  | Coordenades                                          | Fitxa | Imatge                                                                    |
| ----------------------- | ---------- | ----------------------------------------------------------------------------- | ---------------------------------------------------- | ----- | ------------------------------------------------------------------------- |
| Ruïnes en camí forestal |            | La Torre de Claramunt Camí sobre el km 7 de la C-244 de Capellades a Igualada |                                                      | fitxa | Carregueu una nova foto                                                   |
| Carrer Torre Baixa, 135 |            | La Torre de Claramunt C. Torre Baixa, 135                                     | 41° 32′ 32″ N, 1° 41′ 14″ E / 41.542250°N,1.687317°E | fitxa | Carrer Torre Baixa, 135 (la Torre de Claramunt) · Carregueu una nova foto |

## Vallbona d'Anoia
| Nom              | Descripció                                                | Localització                  | Coordenades                                          | Fitxa | Imatge                                                |
| ---------------- | --------------------------------------------------------- | ----------------------------- | ---------------------------------------------------- | ----- | ----------------------------------------------------- |
| Carrer Major, 64 | Inscripció: La llum es alegria                            | Vallbona d'Anoia C. Major, 64 | 41° 31′ 09″ N, 1° 42′ 30″ E / 41.519067°N,1.708250°E | fitxa | Carregueu una nova foto                               |
| Cal Pons         | Inscripció: En sortir el solet marco l'hora amb l'estilet | Vallbona d'Anoia C. Major, 55 | 41° 31′ 08″ N, 1° 42′ 25″ E / 41.518950°N,1.706933°E | fitxa | Cal Pons (Vallbona d'Anoia) · Carregueu una nova foto |